# Souvenir du Vietnam
Souvenir du Viêt-nam est un téléfilm américain en deux parties réalisé par Paul Wendkos et diffusé en 1993.

## Synopsis
une femme perd son amant dans le combat contre les Viêt-Cong.

## Fiche technique
- Titre original : Message from Nam
- Réalisateur : Paul Wendkos
- Scénario : Suzanne Clauser, d'après le roman de Danielle Steel
- Durée :
- Date de diffusion : 1993

## Distribution
- Jenny Robertson (VF : Dorothée Jemma) : Paxton Andrews
- Nick Mancuso : le capitaine Quinn
- John Burke : Matt
- Marjorie Harris : Allison Lee / Andrews
- Ken Marshall : Docteur George Andrews
- Rue McClanahan : Beatrice Andrews
- Ted Marcoux : Tony Campobello
- Ed Flanders : Ed Wilson
- Billy Dee Williams : Felix